# منيرة (بهائية)
منيرة خانم (1847 - 28 أبريل 1938) كانت زوجة عبد البهاء، وهو شخصية بارزة في الديانة البهائية، كانت تُلقّب بـ الأم المقدسة، وتُعتبر مذكراتها، التي نُشرت لأول مرة عام 1924، من أوائل المذكرات التي نُشرت لامرأة فارسية في القرن العشرين.

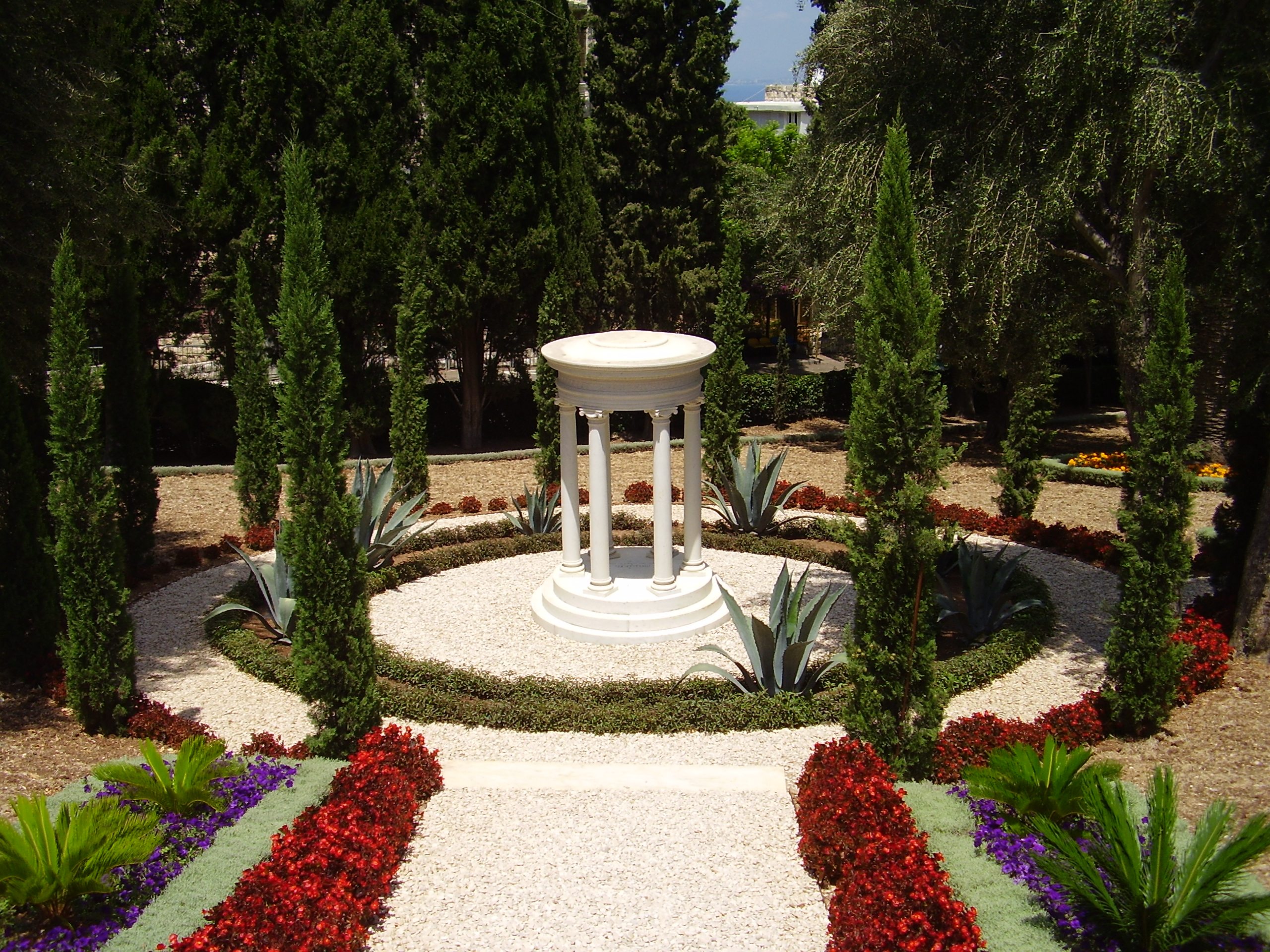
قبر منيرة خانم في حدائق النصب التذكاري في المركز البهائي العالمي.

## الطفولة والبدايات
وُلدت منيرة خانم باسم فاطمة نهري، وكانت الابنة الكبرى لمحمد علي نهري وزوجته زهرا من أصفهان في أصفهان.:310 وكانت عائلة نهري من العائلات البارزة في المدينة، وكانت من أوائل عائلات البابية في أصفهان، ثم أصبحت من الشخصيات البهائية البارزة في إيران. وكانت الأسرة ذات علاقات قوية مع النبلاء ورجال الدين رفيعي المستوى في المدينة. وقد قُتل خالها من جهة الأم عن عمر يناهز الرابعة عشرة بسبب معتقده الديني. وجاءت ولادة منيرة كمفاجأة لوالديها، حيث كان والدها متزوجاً من قبل ولم يُرزق بأطفال. وبعد وفاة زوجته الأولى، تزوّج من زهرا خانم، ولم تأت ولادة منيرة في عام 1847 إلا بعد حوالي عشر سنوات من الزواج، حين كان الزوجان قد ظنا أنهما لن يُرزقا بأطفال.

### التعليم
كان والدها من أوائل المعتنقين للبابية في مدينتها، وقد تربّت منيرة خانم على تعاليم البابية ثم البهائية تحت رعاية والديها. وعلى الرغم من أن العرف السائد حينها كان لا يشجع على تعليم الفتيات، حتى في العائلات النبيلة، إلا أن والدها حرص على تعليمها، فكانت كاتبة وشاعرة موهوبة. وقد وُصفت أشعارها بأنها جميلة، وكتبت العديد من القصائد خلال فترة زواجها وفي سنواتها اللاحقة. كانت منيرة تتقن اللغة الفارسية كلغتها الأم، بالإضافة إلى اللغة العربية واللغة التركية. وكانت أيضاً ضليعة في الأدب الفارسي، وخاصة أعمال جلال الدين الرومي ونظامي الكنجوي، واللذين أشارت إليهما في كتاباتها اللاحقة. ووفقاً لمذكراتها، توفي والدها بعد فترة قصيرة من عيد ميلادها الحادي عشر، فانتقلت رعايتها إلى أسرتها الموسّعة من جهة والدها ووالدتها.

### الزواج الأول
كانت منيره خانم، في شبابها، تُعد مناسبة للزواج من بين العائلات البهائية في مختلف أنحاء إيران. ومع ذلك، ووفقاً للتقاليد الفارسية، فقد خُطبت في طفولتها لشاب من عائلة أخرى. وبعد وفاة والدها، رأت عائلتها أنها بلغت سن الزواج. فتم ترتيب زواجها من الشاب ميرزا كاظم، وهو الأخ الأصغر لـ الملك والمحبوب من الشهداء. كانت منيره مترددة في البداية، لكنها وافقت على الزواج على مضض بسبب ضغط العائلة، رغم شعورها بعدم الارتياح تجاهه.
عُقِد الزواج في حفل فخم، بلغ ذروته عندما اقتيد العروسان إلى غرفة النوم. إلا أن ميرزا كاظم مَرِض أثناء مراسم الزفاف، وابتعد عن عروسه. وفي الليلة نفسها، غادر المنزل، مما أثار الذعر والاستغراب بين أفراد العائلتين. وبعد ستة أشهر، عثرت خادمته عليه ميتاً في منزل الزوجية. أصيبت منيره بالذهول والإهانة والاضطراب. وحينها قررت ألّا تتزوج مرة أخرى، وكرّست وقتها للصلاة والتأمل.

## الزواج

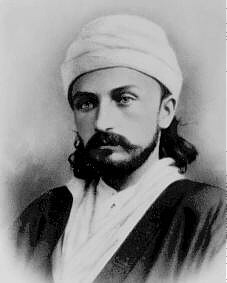
عبد البهاء في شبابه.

في عام 1871، أبدى بهاء الله ونوّاب اهتمامهما بمنيره خانم لتكون زوجة عبد البهاء. فقامت برحلة شاقة إلى عكا في فلسطين. وذكرت شقيقة عبد البهاء أن والديه أرادا منيره لأنها كانت "جميلة جدًا، وودودة، وفي جميع الجوانب مناسبة للزواج". وكان والداه قد رأيا أن الوقت قد حان لزواجه، ورغم التفكير في عدد من الفتيات، إلا أن عبد البهاء صرّح بأنه لا يرغب في الزواج.
بدأت منيره رحلتها من إصفهان برفقة شقيقها الأصغر. ثم قامت بالحج إلى بيت الباب وزارت زوجة الباب خديجة بيغم. وقد روت خديجة لها العديد من القصص عن حياة الباب. كما تعرفت منيره على أفراد عائلة الباب، ومعظمهم كانوا إما ساخطين أو غير مبالين بدينه. وكانت زيارتها إلى شيراز مصدر سعادة كبيرة لها.
وصلت منيره إلى عكا في منتصف عام 1872، وأقامت في منزل ميرزا موسى خلال فترة الخطوبة. وقد ذكرت لاحقًا أنها وقعت في حب عبد البهاء من أول لقاء. وكان عبد البهاء قد أبدى عزوفًا عن الزواج حتى التقى بمنيره خانم ذات الأربعة والعشرين عامًا في عام 1872. وبعد خمسة أشهر من الخطوبة، تم الزواج. وقد منحها بهاء الله الاسم منيره (أي: المستنيرة).
تزوجا في 8 مارس 1873 في بيت عبود. وكانت منيره خانم تبلغ من العمر خمسًا وعشرين سنة، بينما كان عبد البهاء في الثامنة والعشرين. وقد كان زواجًا سعيدًا.
رزقا بتسعة أطفال: حسين أفندي (توفي عام 1305هـ/1887م عن عمر خمس سنوات)، مهدي (توفي عن عمر عامين ونصف)، طوبى (توفيت في عكا)، فؤادية (توفيت في الطفولة)، ورُحَنيز (توفيت عام 1893، وكانت الحفيدة المفضلة لدى بهاء الله). وقد قالت منيره خانم لاحقًا بأسى: "خمسة من أطفالي ماتوا في مناخ عكا السام".
نجا أربعة من أبنائها إلى سن الرشد – وجميعهم بنات: ضياء خانم (والدة شوقي أفندي) (توفيت عام 1951)، طوبى خانم (1880–1959)، روحا خانم، ومنوّر خانم (توفيت عام 1971). كانت منيره خانم شديدة التعلّق بأطفالها ومخلصة لزوجها.

## الحياة في مدينة السجن

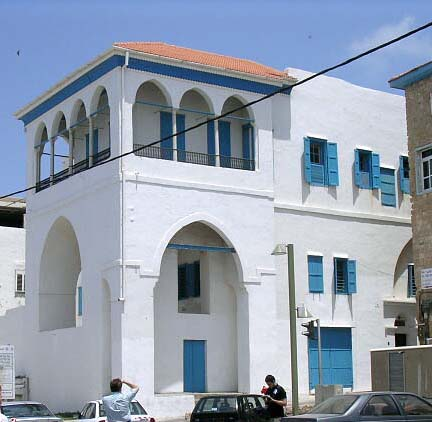
منزل منيره خانم وعائلتها.

### في حياة بهاء الله
في سبعينيات القرن التاسع عشر، كانت منيره خانم وعبد البهاء يعيشان في بيت عبود في مدينة عكا كمسجونين سياسيين. ورغم أنها لم تكن سجينة رسميًا في ظل الدولة العثمانية، إلا أن زواجها من أحد المسجونين جعل حياتها عرضةً للخطر.
أقامت علاقة وثيقة مع والدة عبد البهاء، نواب، ومع شقيقته بهية خانم التي أصبحت أقرب صديقاتها. وكانت النساء الأربع، إلى جانب أطفالهن، يعشن جميعًا في بيت عبود.
كانت فترة السجن من أصعب الفترات على منيره خانم، إذ شهدت مكائد أعداء زوجها، ووفاة خمسة من أبنائها التسعة. وقد سبّب لها فقدان ابنها المحبوب "حسين" حزنًا وألمًا لا يُحتملان. وكتب لها بهاء الله عدة أدعية لقراءتها في أوقات الحزن والمصاب.
جاء موت حسين في وقت عصيب؛ إذ كانت نواب (آسية خانم) قد توفيت في العام السابق نتيجة سقوط، وفي عام 1888 توفي أيضًا شقيق بهاء الله، ميرزا موسى.
وقد زادت المصاعب بعد وفاة بهاء الله عام 1892، حيث واجه عبد البهاء وأسرته، بما في ذلك منيره، معارضة من جميع إخوته غير الأشقاء الذين انقلبوا ضده.

### تنصيب عبد البهاء زعيمًا للبهائية
في كتاب العهد، نصّ بهاء الله على أن عبد البهاء هو خليفته ورئيس الدين البهائي. ومع ذلك، كان ميرزا محمد علي، الأخ غير الشقيق لعبد البهاء، مستاءً من سلطة أخيه، وبدأ مراسلات سرّية مع البهائيين في إيران والسلطات العثمانية، زاعمًا أن عبد البهاء يدّعي مقامًا مساويًا لـمظهر أمر الله، وأنه يتآمر مع قوى أجنبية لإسقاط الدولة العثمانية. ونتيجة لذلك، أصبحت عائلة عبد البهاء بأكملها في خطر.

خرج عبد البهاء في رحلة قصيرة إلى طبريا بهدوء، تاركًا منيره خانم وعائلتها في عكا. وقد حزنت منيره لفراق زوجها. كما أن القيود المفروضة على النساء زادت من معاناتها. كتب عبد البهاء إلى زوجته:
وقد بلغت القيود حدًا لم يعد يُسمح فيه للعائلة بحضور المناسبات خارج المنزل. وكان وجود شخصية ذكورية ضروريًا. واقترح زواج إحدى بناتها من فرد من عائلة أفنان التي كان بهاء الله يجلها. وهكذا، تزوجت ابنتها ضياء خانم من "هادي شيرازي أفنان" عام 1895. وقد رزق هذا الثنائي بالحفيد شوقي أفندي. اعتمدت منيره خانم كثيرًا على دعم بهية خانم، شقيقة زوجها، وتربطهما صداقة عميقة. وقد وقفتا بثبات إلى جانب عبد البهاء في أوقات الشدّة.

### الزوار الغربيون
ومع ذلك، لم تخلُ الحياة من لحظات الفرح. فقد كان مولد أول حفيد لها، شوقي أفندي، عام 1897، مصدر سعادة وراحة للعائلة، وقد نال الكثير من الدلال. وفي أواخر عام 1898، وصل أول الحجاج من الغرب إلى عكا لزيارة عبد البهاء. وقد تعرفت منيره خانم عليهم، وكان تواصلها غالبًا مع الزائرات من النساء (فعلى الرغم من تأكيد التعاليم البهائية على المساواة بين الجنسين، كان البهائيون في ذلك الوقت يراعون العادات المحلية حفاظًا على الانسجام).
أضفت هذه الزيارات جوًا من السعادة بعد سنوات صعبة. وتوالت زيارات الحجاج من الشرق والغرب في السنوات التالية، وكانت منيره خانم وبهية خانم تهتمان بضيافتهم.

### الخطر
لقد جلب تدفق الحجاج الغربيين السعادة للعائلة، إلا أنه مع اندلاع الحرب العالمية الأولى انقطعت الأسرة تقريبًا عن الجامعة البهائية العالمية. وتبِعت ذلك أوقات عصيبة، خاصة مع تحول جمال باشا إلى عدوٍ لـ عبد البهاء، حيث توعده بـ الصلب على جبل الكرمل. وكان أعداء عبد البهاء قد اتحدوا مع جمال باشا للفتك به. وكانت أسرته على علم تام بالمستقبل القاتم الذي كان ينتظرهم، فقد كان السلطان عبد الحميد الثاني يرغب في نفي عبد البهاء إلى صحارى شمال أفريقيا حيث كان من المتوقع أن يهلك هناك.
وقد عانت منيره خانم نفسيًا وجسديًا من هول تلك الأخبار، فأرسلها عبد البهاء إلى خارج عكا لتستريح من ضغوط الموقف. وقد أثرت أخبار هذه التهديدات على سير العمليات العسكرية في جبهة فلسطين خلال الحرب (انظر معركة مجدو (1918))، ومع هزيمة جمال باشا أصبح عبد البهاء في مأمن وكذلك عائلته.

## وفاة عبد البهاء
في عام 1921، تُوفي عبد البهاء بشكل مفاجئ. وقد كان وقع الخبر على منيره خانم مدمرًا، فقد كانت متزوجة منه لما يقارب الخمسين عامًا. سكبت حزنها في عدة رسائل وقصائد قامت بتأليفها. وفي إحدى الرسائل التي كتبتها عقب الذكرى السنوية الأولى لوفاته قالت: "لو أردتُ أن أصف هذا العام البائس وصفًا كاملًا... لاحتجتُ إلى سبعين رزمة من الورق، وبحار من الدم". وقد وجدت العزاء في صحبة بهية خانم وغيرها من المشيعين، مثل ليدي بلومفيلد، التي سجلت ما أعقب وفاته في كتابها الشهير الطريق المختار.
دعمت منيره خانم بكل قوة شوقي أفندي بعد تعيينه رئيسًا للدين البهائي عقب وفاة عبد البهاء. ففي رسالة مؤرخة في ديسمبر 1924 كتبت منيره إلى حفيدها تصفه بـ "اللؤلؤة" و"الحبيب"، وتطلب منه أن يدعو لها أن ترحل بسلام وفي "تجرد تام وإخلاص مطلق".
كانت منيره خانم راعية متحمسة لتعليم الفتيات. وقد وصفتها ليدي بلومفيلد بقولها: "امرأة مهيبة، رزينة ومع ذلك بسيطة، تتمتع بجلال فطري وقوة في الشخصية". كرّست جزءًا كبيرًا من طاقتها لخدمة المرأة، وسعت جاهدة لإنشاء مدارس للفتيات وشجعت البهائيين في فارس على إشراك النساء في الأنشطة البهائية. وفي إحدى رسائلها كتبت: "إن تعليم الفتيات أمر في غاية الأهمية ويُعتبر من القوانين الواجبة. لذا، يجب على أصدقاء الرحمن والمايدات العزيزات للرب في كل المدن والبلدان أن يتحركوا ويبذلوا أقصى جهودهم للوفاء بهذا الأمر الجليل".
وقد شكّلت وفاة بهية خانم، موضع سرها وأقرب صديقاتها، في عام 1932، ضربة جديدة لها، فاختارت بعدها أن تعتزل المجتمع. وقد وصفت حزنها في إحدى قصائدها قائلة: "لم أعد أستطيع التحمل. لقد نفد صبري. وخارت قواي. أعيش في جبل الكرمل، بلا صديق، وحيدة". ومع ذلك، كانت تُكنّ محبة ومودة كبيرتين لحفيدها البكر ورئيس الدين البهائي، شوقي أفندي، وظلت مخلصة لـ ميثاق بهاء الله رغم سنوات من النزاع الأسري الذي أدى إلى طرد العديد من أفراد عائلة بهاء الله من الدين.

## وفاتها
توفيت منيره خانم في أبريل من عام 1938 عن عمر ناهز 91 عامًا. وقد بعث شوقي أفندي برقية إلى البهائيين جاء فيها:
دُفنت منيره خانم بالقرب من مقام الباب في حدائق النصب التذكاري ضمن مباني المركز البهائي العالمي.